# Groupe nomade de l'Ennedi
Pour les articles homonymes, voir GNE.
Le groupe nomade de l'Ennedi (GNE) est une unité sous commandement militaire français chargée de patrouiller dans la région de l'Ennedi des années 1920 aux années 1960. Il rejoint la France libre en 1940.

## Historique

### Entre-deux-guerres
Le groupe nomade de l'Ennedi est créé en 1924 au sein du régiment de tirailleurs sénégalais du Tchad, par regroupement de pelotons méharistes dispersés. Il compte deux sections montées de cavaliers sur dromadaires et un groupe de mitrailleuses.

### Seconde Guerre mondiale
Lors du ralliement du Tchad à la France libre, il compte environ 200 hommes et est mis aux ordres du colonel Leclerc.
Deux sections, commandées par le capitaine Barboteu (ca) et renforcées par des cadres français du groupe nomade du Borkou, participent au raid de Koufra, transportées en camions,. Un détachement du GNE reste garder l'oasis.
Resté sur dromadaires, le GNE soutient les assauts sur le Fezzan de décembre 1942. Le GNE est motorisé début 1943 et participe à l'invasion du Fezzan puis à la campagne de Tunisie avec la colonne Leclerc (puis force L),. Le 1er juin 1943, le GNE devient la 7e compagnie du régiment de marche du Tchad.

### Après 1945
Dans les années 1960, le groupe nomade de l'Ennedi, numéroté 8e puis 21e groupe nomade, est divisé en deux patrouilles : la patrouille Bilia autour de Berdoba et la patrouille Nord autour de Gouro (en). Il est dissous et transféré aux forces armées tchadiennes en janvier 1965.

## Personnalités ayant servi au GNE
Unité militaire ralliée à la France, le GNE a compté dans ses rangs plusieurs titulaires de la Croix de la Libération :
- François Garbit (1910-1941), capitaine commandant le GNE de 1936 à 1939
- Paul Gauffre (1910-1944), sous-officier au GNE en 1943
- Edmond Pinhède (1911-1997), officier au GNE en 1939
- Lucien Thuilliez (1915-1980), sous-officier détaché au GNE en 1941

### Sources et bibliographie
- Maurice Eugène Denis et René André Marie Viraud, Histoire militaire de l'Afrique-Équatoriale française, coll. « Histoire militaire des colonies, pays de protectorat et pays sous mandat » (no 7), 1931, 516 p., « III. Histoire militaire du Tchad », p. 237-499.
- Jean-Noël Vincent, Marcel Spivak et Armand Léoni, Les forces françaises dans la lutte contre l'Axe en Afrique: Les Forces françaises libres en Afrique, 1940-1943, Service historique de l'Armée de terre, 1983 (ISBN 978-2-86323-017-6, lire en ligne).